# Up Your Legs Forever
Up Your Legs Forever è un film del 1971 diretto da Yōko Ono e John Lennon. Le riprese si svolsero il 14 dicembre 1970 sulla West 61st Street a Manhattan, New York, anche se la coppia non aveva i permessi per lavorare negli Stati Uniti all'epoca.

## Produzione
L'idea del film si basa su un precedente soggetto scritto da Yoko Ono intitolato Film No. 12 (Up Your Legs Forever). La prima stesura era inoltre nota come Film No. 12 (Estacy). La sceneggiatura recita: "L'inquadratura della macchina da presa nel film dovrebbe costantemente salire, salire, salire, senza sosta. Metti insieme 367 paia di gambe e sali su le gambe (dalle dita dei piedi alla fine delle cosce) paio dopo paio e vai su fino a scorrerle tutte e 367".
I partecipanti al film furono simbolicamente pagati 1 dollaro ciascuno, e ricevettero tutti una foto istantanea in bianco e nero scattata da Lennon che li ritraeva.
Lo scrittore Jonathan Cott nel suo libro del 2013 Days That I'll Remember: Spending Time With John Lennon & Yoko Ono scrisse che la Ono gli aveva detto: «Non possiamo avere la pace finché non ci esponiamo l'uno all'altro. Dopo che avrai comunicato così, forse potremo avere la pace. E tutti quelli che sono nel film, incluso te, saranno delle star».
Tra le gambe mostrate nel film figurano anche quelle di Shirley Clarke, David Johansen, Paul Krassner, Allen Klein, Peter Max, Taylor Mead, Jonas Mekas, D. A. Pennebaker, Larry Rivers, George Segal, Jack Smith e Tom Wolfe.

## Descrizione
Il film mostra, una alla volta, 367 paia di gambe umane, sia maschili sia femminili. Venne girato utilizzando un ascensore che spostava la telecamera verticalmente, consentendo alla stessa di inquadrare le gambe dalle dita dei piedi alla coscia. Il film dura 70 minuti e termina con un'inquadratura dei posteriori di Lennon & Ono.
La colonna sonora del film consiste di vari commenti alle immagini mostrate sullo schermo. I titoli di coda sono letti da  Lennon.

## Accoglienza
Nel suo libro del 1995 Screen Writings: Texts and Scripts from Independent Films, Scott MacDonald descrisse Up Your Legs Forever: "Meno impressionante" di altri adattamenti di sceneggiature cinematografiche di Ono in quanto non va oltre il suo "notevole film precedente" No. 4 Bottoms, che si concentra sui glutei piuttosto che sulle gambe".